# Бригідово
Бригідово (біл. вёска Брыгідава) — село в складі Вілейського району Мінської області, Білорусь. Село підпорядковане Хотеньчицькій сільській раді, розташоване в північній частині області.

## Історія
У 1921–1945 роках село знаходилось у Польщі, у Вільнюській губернії, Вілейського повіту, гміні Хотеньчиці.

## Населення
- 1921 рік - 107 люди, 20 будинки[1].
- 1931 рік - 106 люди, 19 будинки[2].